# Pavel Hak
Pavel Hak (* 1962, Tábor, Československo) je český spisovatel píšící ve francouzštině. Žije trvale v Paříži.

## Biografie
Pracoval jako dělník v Tesle v Praze-Strašnicích. V roce 1982 vstoupil do řad KSČ. V roce 1984 byl přijat na Fakultu žurnalistiky FF UK v Praze. Na podzim roku 1984 vystoupil z KSČ. V lednu roku 1985 byl následně z politických důvodů z Fakulty žurnalistiky vyloučen. Posléze pracoval jako noční hlídač. V září roku 1985 emigroval z tehdejšího Československa do Itálie, která mu udělila politický azyl, Po ročním pobytu ve Veroně se usadil v Paříži, kde od roku 1986 také trvale žije. Na univerzitě Paris IV Sorbonne vystudoval filozofii. Všechna jeho publikovaná díla byla napsána ve francouzštině.

## Překlady z francouzštiny
- Hak, Pavel. Vomito negro. 1. vyd. 2013. Praha: Torst. ISBN 978-80-7215-461-6. Překlad: Jovanka Šotolová
- Hak, Pavel. Warax. 1. vyd. 2019. Praha: Paper Jam. ISBN 978-80-87688-99-1. Překlad: Zdeněk Huml

## Ocenění
- 2006 – laureát Prix Wepler za román Trans
- 2013 – laureát Prix Littéraire des Jeunes Européens za román Vomito negro